# Краљевина Србија
Краљевина Србија је бивши званични назив државе Србије у раздобљу између 1882. и 1918. године.
Већим делом свога постојања налазила се на Балканском полуострву, а при крају постојања проширила се и на делове Панонске низије.
Србија је проглашена краљевином одлуком Народне скупштине 6. марта 1882. године, чиме је Кнежевина Србија уздигнута на ниво краљевине.
Први нововековни Краљ Србије Милан Обреновић је владао до 1889. када је абдицирао у корист свог тада малолетног сина Александра. Због малолетства Краља до 1893. је владало трочлано Краљевско Намесништво.
1903. десила се смена династије превратом у ноћи између 10. и 11. јуна када је убијен Краљ Александар Обреновић а за новог краља проглашен Петар Карађорђевић.
Држава је проширила своју територију 1912—1913. на простор који је до тада био под турском влашћу т.ј. на простор Старе Србије учешћем у Балканским ратовима (Први и Други балкански рат).
Као исход Првог светског рата Краљевина Србија је као таква постојала све до 1. децембра 1918. када је прокламовано Краљевство Срба, Хрвата и Словенаца под даљом владавином српске династије Карађорђевић. Свечаном прокламовању државног јединства Срба, Хрвата и Словенаца непосредно су претходили закључци Народног вијећа Словенаца, Хрвата и Срба и одлуке о уједињењу Војводине и Црне Горе са Србијом.

## Историја

### Српска револуција
Српски отпор Османској доминацији, дуго година латентан, нарочито је узео маха почетком 19. века, букнувши у Првом и Другом српском устанку 1804. и 1815. године. Османско царство се у то време већ налазило у стању дубоке кризе без перспективе на опоравак, што се посебно тешко одражавало на хришћанске народе који су у њој живели.

### Кнежевина Србија
Срби су подигли не само националну него и социјалну револуцију, након које је Србија почела да хвата корак са осталим европским државама, прихвативши вредности грађанског друштва. Као резултат устанака против Османског царства, формирана је Кнежевина Србија, којој је после потоњих ратова било међународно призната независност 1878. године.
Овај изузетно значајан период за Србију обележен је ратовима против Османског царства (српско-турски ратови (1876—1878)) којим је међународно призната независност и припајање југоисточне Србије стечено.

#### Политичке прилике
После убиства кнеза Михаила 1868. владало је намесништво до 1872. године, Кнез Милан преузеће престо 1872. године. На унутрашњем плану је на снази био Устав Србије из 1869. године који ће важити и у времену после проглашења Краљевине. У Србији се 1881. године уводе прве политичке странке: Радикална, Либерална и Напредњачка.
- Народна радикална странка прва је настала јануара 1881. Њени циљеви су народно благостање и слобода, независна држава и ослонац на Русију. Одлучно је против апсолутизма краља Милана. Вођа Радикала је Никола Пашић, а изборна база им је село.
- Либерална странка се залаже за грађанске слободе и парламентаризам. Вођа Либерала је Јован Ристић, а подршку имају у крупној буржоазији и богатим сељацима.
- Напредњачка странка подржава краља Милана а ослонац налази у богатијем слоју државних чиновника. Вођа странке је Милутин Гарашанин.

Земља се од конгреса 1878. на спољашњем плану све више везује за Аустроугарску. Аустрофилска политика је у земљи изазивала незадовољство, поготово после окупације Босне и Херцеговине 1878. С друге стране је омогућило да Србија буде боље заступљена на Берлинском конгресу по питању положаја границе са Бугарском, после разочаравајућег Санстефанског мира за који се залагала Русија. 1881. са аустроугарском је склопљен трговински уговор, по коме аустроугарски трговци уживају повластице у Србији. Осим овог документа, кнез Милан је потписао и политички документ тзв. Тајну конвенцију.

### Владавина краља Милана Обреновића

#### Проглашење краљевине
Народна Скупштина Србије је 22. фебруара / 6. марта 1882. године на 39. састанку на предлог потпредседника Скупштине Милана Кујунџића, донела Закон којим се "Књажество Србија проглашава за Краљевину Србију". Дотадашњи Књаз Милан М. Обреновић IV проглашен је за наследног Краља Србије, под именом МИЛАН ПРВИ као први нововековни краљ Србије. Српска јавност је са великим одушевљењем и одобравањем примила ту вест. Већ 23. фебруара поподне отпочело је примање страних дипломата, а први у свечаној аудијенцији био је аустроугарски посланик гроф Кевенхилер, а по заповести свог суверена изјавио је свечано да Аустроугарска признаје узвишење Србије у Краљевину, за њим је дошао немачки, 24. фебруара италијански, па руски, енглески тако да су већ до 25. фебруара све велике силе признале Краљевину Србију.

#### Тимочка буна (1883)
Тимочка буна је била буна коју су 1883. г. у зајечарском округу подигли представници Народне радикалне странке против владе краља Милана Обреновића. Популарност радикала (по изборима 1883) у народу и њихов отпор краљевом начину владања, апсолутизму, доводи до отвореног сукоба краља и радикала. Повод за буну била је и наредба краља Милана да се од народа одузме сво оружје које је имао у свом поседу, што доводи до оружане побуне у околини Зајечара и Књажевца. Краљ шаље војску која у крви гуши побуну. Због те неуспеле побуне, Никола Пашић, вођа радикала, бежи из земље.

#### Српско-бугарски рат (1885)
Српско-бугарски рат је био рат који је 14. новембра 1885. године Србија објавила Бугарској, а чији је непосредни повод било уједињење Кнежевине Бугарске и Источне Румелије, које је извршено кршењем одлука Берлинског конгреса.

#### Радикалски устав
На унутрашњем плану, краљ је био приморан на нагодбе са најјачом странком у земљи, радикалима, што ће довести до усвајања модерног Устава 1888. године, који ће у Србију увести демократски парламентаризам, широке политичке слободе и друга начела демократског и грађанског друштва. Неспремност краља Милана и његовог наследника краља Александра да прихвате ограничавање личне власти, довешће до превирања у земљи а коначно и до укидања овог устава 1894. године и повратка на стари, Намеснички. Краљ Милан је абдицирао 1889. године.

### Намесништво
На годишњицу проглашења Краљевине Србије 22. фебруара (6. марта) 1889. у Саборној Цркви, краљ Милан се појавио заједно са својим тринаестогодишњим сином Александром у свечаној војној униформи и објавио је проглас да се повлачи са трона и уступа га своме сину, али да се до његовог пунолетства државом стара намесништво. Према Уставу, краљ Милан је одредио сину Александру намесништво, које су сачињавали Јован Ристић, генерал Коста Протић и генерал Јован Белимарковић.
Јован Ристић је имао много кључних улога у Србији, практично, он је имао моћ (био је сива еминенција).
После Миланове аустрофилске политике, долази до нових веза Србије и Русије. У лето 1891. године Александар Обреновић и Никола Пашић одлазе у Петроград у посету руском цару Александру Романову. Млади краљевић је срдачно дочекан у Петрограду. Цар Александар му је том приликом рекао да Русија неће дозволити анексију Босне и Херцеговине од стране Аустроугарске и да ће ту одлуку пренети у Беч. Краљевићу Александру и Николи Пашићу било обећано и то да ће Русија помагати српску активност у Македонији.

#### 500-та годишњица Косовског боја
На 500-ту годишњицу Косовског боја, 1889. године, тринаестогодишњи Краљ Александар је у цркви манастира Жиче миропомазан од стране митрополита Михаила, политичког противника његовог оца Краља Милана, у присуству краљевских намесника, министара српске Владе и руског посланика Персијанија.
Чин миропомазања био је изузетно свечан. Претходно је млади краљ присуствовао бденију у Лазаревој цркви у Крушевцу, положио темељац за споменик Косовским јунацима и на путу за Жичу свратио у манастир Љубостињу, где је приређен нарочити помен на гробу Царице Милице. Посебним законом је основано Друштво за подизање Храма Светог Саве на Врачару, које је добило ослобађање од свих пореских дажбина (1899).

#### Смрт намесника Косте Протића
После смрти намесника Протића 4. јуна 1892. године, настаје сукоб између шефа радикала Николе Пашића, који претендује на намесничко мести, и првог намесника Ристића, који не прихвата Пашића. Расплет настаје падом радикалске владе и установљавањем либералске, под Јованом Авакумовићем 9. августа 1892. године.

### Владавина краља Александра Обреновића
Период од 1893. године почиње и завршава се превратом. Краљ Александар проглашава се пунолетним и преузима власт државним ударом 1. априла 1893. године. Период његове власти обележен је на спољном плану извесним враћањем ка русофилској политици, али без неких значајних спољнополитичких догађаја. На унутрашњем плану краљ Александар тежи личном режиму, што посебно тешко пада круговима навиклим на политичке слободе Устава из 1888. 1894. укида се устав из 1888. године и враћа се на стари устав из 1869. године. Падови влада су релативно чести, као и политичке погодбе, договори и интриге. Велики пад популарности у народу краљу доноси венчање са дворском дамом Драгом Машин, као и изгледи на брак без деце.

#### Априлски устав 1901.
Краљ доноси 1901. године нови Устав (Априлски/Октроисани устав) који поред ублажавања личног режима не доноси суштински повратак демократији и парламентаризму. Ситуација у земљи даље се радикализује, а то обележавају велике демонстрације, јачање цензуре, али и превирања у војсци.

#### Мајски преврат
Ситуација ће кулминирати 29. маја 1903. године када ће у планираној официрској завери бити извршен атентат на краља и краљицу. Атентат ће изазвати велико запрепашћење у Европи. Читав догађај је познат као Мајски преврат.
На престо долази Петар I Карађорђевић, а бива враћен на снагу стари устав из 1888. године, уз измене које ће даље учврстити демократски парламентаризам у Србији.

### Раздобље Петра I Карађорђевића до Ослободилачких ратова
Државни удар 1903, који је довео на трон Карађорђевог унука, краља Петра I Карађорђевића, отворио је пут парламентарној демократији у Србији. Европски образован, овај либерални краљ је превео дело "О слободи" Џона Стјуарта Мила на српски језик и дао својој земљи демократски устав, који је Србију увео у период парламентаризма и политичких слобода, а који је прекинут новим ослободилачким ратовима.
Период од 1903. до 1914. године обично се сматра златним периодом српског парламентаризма и уопште политичког, привредног и културног живота. Неспорна је извесна друштвена стабилност тог периода (мада не и политичка), као и значајан развој државе у различитим правцима (војска, одређене привредне гране).
Истиче се такође да је у политичком животу такође био присутан и утицај Црне руке, која ће тежити да спроводи сопствену политику преко државних органа. Тежња ове организације ка уједињењу Срба у једну државу допринеће атентату на Франца Фердинанда, а склоност ка уценама врха државне власти биће узрок анимозитета регента Александра I Карађорђевића и Драгутина Димитријевића Аписа, што ће кулминирати Солунским процесом.

#### Четничка акција
Силно родољубље подстакнуто успешним ратом од 1878. године и очајничким вапајем српског становништва из Старе Србије (Македоније) и са Косова које је и даље трпело зулуме ага и бегова утицало је да велики број младића, интелектуалаца, официра и државних чиновника одушевљено учествује од 1903. године, у родољубивој и јуначкој акцији Српских четника у Македонији и на Косову и Метохији која је као просветна и ослободилачка, интензивно трајала од 1903. до 1912. Многи подстакнути жељом да ослободе српски историјски и културни простор, који се 500 година налазио под влашћу Османског царства, прелазе границу и као припадници српских чета ослобађају и штите српски народ од турског зулума и све израженије бугаризације коју од Берлинског конгреса спроводи Бугарска егзархијска црква и македонско-једренски комитет, односно ВМРО.

#### Царински рат
Царински рат (свињски рат) је трговински сукоб између Краљевине Србије и Аустроугарске монархије. Наступио је 12. јануара 1906, после прекида преговора, који су вођени у Бечу, ради закључења трговинског уговора. Прекид преговора изазвала је изненадна објава уговора о царинском савезу између Србије и Бугарске, који је био доведен на снагу 21. јула 1905.
Између 1906. и 1909. годишња вредност извоза је премашила биланс у претходној години за око 29 милиона динара. Аустроугарска која је пре избијања царинског рата покривала готово 88% свог укупног увоза, обављала је сада само још 30% српске спољне трговине, чиме је повлашћен положај уступила другим државама. Трговински уговор од 1910. није више могао вратити Србију у економску зависност, она се после Царинског рата нашла на широком простору, и нове везе показале су се чврсте.

#### Анексиона криза
Анексиона криза (1908—1909) је криза која је настала анексијом Босне и Херцеговине од стране Аустроугарске, извршене прогласом цара Франца Јозефа 5. октобра 1908. године. Као непосредан повод послужила јој је Младотурска револуција и преврати у Цариграду.
Дана 4. октобра 1908. је Бугарска прогласила независност, а већ сљедећег дана, 5. октобра Аустроугарска је објавила анексију Босне и Херцеговине. У овај догађај су, посредно или непосредно, биле укључене Руска Империја, Османско царство, Француска, Уједињено Краљевство, Италија, Србија, Црна Гора и Немачко царство. Актом анексије, изведеним без претходног споразума са великим силама, које су јој на Берлинском конгресу дале мандат за окупацију Босне и Херцеговине, Аустроугарска је извршила очигледну повреду међународних уговора и изазвала живе протесте у Европи, утолико више што је у исто вријеме, и у споразуму са њом, Бугарска прогласила своју независност.
Био је то увод у судбоносне догађаје 1914. године.

### Раздобље Ослободилачких ратова (1912—1918)

#### Балкански ратови
Балканским ратовима се означавају два рата вођена у раздобљу од 1912. до 1913. године. Балкански ратови окончали су османску доминацију на Балкану. Османско царство је потиснуто све до мореуза, а од њених европских територија формиране су националне државе балканских народа.

##### Први балкански рат
Лондонски уговор o миру закључен 30. маја 1913. после Првог балканског рата између Србије, Бугарске, Грчке и Црне Горе, са једне стране, и Османског царства, са друге стране. Овим уговором Османско царство се одрекло свих европских провинција западно од линије Енос—Мидија.
- Србија се мора повући са Јадранског мора.
- Албанија је добила независност на територији са које су се морале повући српска али и црногорска и грчка војска.
- Рашка област /Санџак/ и Метохија су подељени између Србије и Црне Горе, а Косово је спојено Србији.
- Није била донесена коначна одлука о Македонији, која је остала у српском поседу (Вардарска Македонија).

##### Други балкански рат
Други балкански рат је вођен 1913. између Бугарске са једне и Србије, Црне Горе, Грчке, Румуније и Турске са друге стране. Исход рата је учинио Србију, савезницу Русије, важном регионалном силом, узбунивши Аустроугарску и на тај начин индиректно дао важан повод за Први светски рат.
Рат на дотадашње савезнике, започео је општим ноћним нападом Бугара на српску војску, без претходне објаве рата. Већина бугарске армије је била концентрисана према српској војсци на реци Брегалници.
Букурешки мир из 1913. године је мировни споразум потписан у Букурешту 10. августа 1913, којим је окончан Други балкански рат, и према којем је Србија добила Вардарску Македонију, Грчка Егејску Македонију, Румунија Јужну Добруџу, Турска успела да поврати Једрене, док је Бугарској остављена Пиринска Македонија.

#### Нова Србија
Србија се повећала за 39.000 km² и 1.200.000 становника.
У септембру 1913. избио је први оружани сукоб на новоствореној српско-албанској граници.
24. јуна (10. јуна по јулијанском календару) 1914. објављена је прокламација Краља Петра којом Краљ, опречен болешћу да врши своју краљевску власт, наређује на основу чл. 69 Устава да у његово име влада Наследник Престола Александар. Наследник Престола Александар преузео је тога дана све владалачке дужности.

#### Сарајевски атентат и Јулска криза
Сарајевски или Видовдански атентат се догодио 28. јуна (15. јуна по јулијанском календару) 1914. године у Сарајеву, (Босни и Херцеговини) када су чланови организације Млада Босна убили надвојводу Франца Фердинанда, аустроугарског престолонаследника, и његову супругу Софију Хотек.
Атентат на аустроугарског престолонаследника Франца Фердинанда у Сарајеву 1914. послужио је као повод за њен напад на Србију, чиме је и започео Први светски рат.

#### Први светски рат

##### Аустроугарске офанзиве на Србију и Тројна инвазија
Истовремено са изузетним ратним напорима српске војске у јесен 1914. године, као пратећа појава појавила и епидемија пегавог тифуса, која према узетом данку у људским животима, спада у ред највећих за које свет зна.

##### Албанска голгота и окупација земље
Српска војска је храбро бранила независност своје земље и однела велике победе, али супротстављена надмоћним непријатељским снагама Немачке, Аустроугарске и Бугарске, морала је да се преко Албаније повуче са националне територије и касније настави борбу на Солунском фронту, заједно са осталим снагама Антанте, коју су чиниле Француска, Уједињено Краљевство, Русија, Италија и Сједињене Америчке Државе.
Након слома Србије, Бугарска и Аустроугарска су поделиле њену територију. Бугарска је запосела подручје источно од Велике Мораве, сливове Јужне Мораве и Вардара, а Аустроугарска остали део Србије. Споразум о демаркационој линији (уз посредништво фон Макензена) њихове команде су потписале 1. априла 1916. године, а он је, између осталог, предвиђао да Бугарска задржи област с Призреном и Приштином, а Аустроугарска Елбасан и Ђаковицу. У последњој години рата Бугарска је добила чак и извесне територије на левој обали Велике Мораве.
Почетком 1917. године, због репресија бугарске извршне власти, подигнут је Топлички устанак.

##### Солунски фронт
Солунски фронт у Првом светском рату је настао као покушај Савезника да помогну Србији у јесен 1915. Експедиција је дошла прекасно и у недовољном броју да спречи пад Србије, а експедиција је била отежана унутрашњом политичком кризом у Грчкој (Национална шизма).
На крају је створен стабилан фронт, који се простирао од албанске обале до реке Струме, у ком су се међународне савезничке снаге бориле са Централним силама, све до велике савезничке офанзиве 15. септембра 1918, која је резултовала капитулацијом Бугарске и ослобођењем Србије. Погинули војници на фронту су сахрањени у склопу српског војничког гробља на Зејтинлику у Солуну.

##### Уједињење Срба, Хрвата и Словенаца
После пропасти Аустроугарске монархије 1918. године, регионе Банат, Бачку и Барању посела је војска Краљевине Србије. Фактичку управу над овим подручјима преузели су месни војвођански Срби, а на челу ове управе налазио се Српски Народни Одбор из Новог Сада. 25. новембра 1918. године, сазвана је Велика народна скупштина Срба, Буњеваца и осталих Словена у Банату, Бачкој и Барањи, која је прогласила присаједињење ових региона Краљевини Србији (на скупштини је било укупно 757 делегата, од којих 578 Срба, 84 Буњевца, 62 Словака, 21 Русин, 6, Немаца, 3 Шокца, 2 Хрвата и 1 Мађар).
Подгоричка скупштина је било народно представништво Црне Горе послије краја Првог свјетског рата. Њена најпознатија одлука је била збацивање краља у изгнанству Николе I Петровића и његове династије Петровић-Његош у корист династије Карађорђевића и одлука о присаједињењу Краљевини Србији.
У току овог рата Србија је изгубила 1.264.000 (28%) становника од укупне популације од 4.529.000 и то 58% мушког становништва, од чега се никада није опоравила.
Дана 1. децембра 1918. године у Београду је прокламовано уједињење Срба, Хрвата и Словенаца, чиме је формирано Краљевство Срба, Хрвата и Словенаца. Крај Првог светског рата доноси крај самосталне српске државности и њено утапање у југословенску државну творевину.

## Административна подела
Самоуправа је припадала окрузима (окружне скупштине и окружни одбори) и општинама (општински суд, општински одбор и општински збор). Обезбеђена је судијска независност и непокретност. Државни савет је био највиши управни суд у земљи.
Законом о административној подели земље 1890. године Краљевина Србија била је подељена на 15 округа: Ваљевски, Врањски, Крагујевачки, Крајински, Крушевачки, Моравски, Пиротски, Подрински, Подунавски, Пожаревачки, Руднички, Тимочки, Топлички, Ужички и Црноречки. Вароши Београд и Ниш добили су статус посебних управа.
Законом о изменама административне поделе Краљевине Србије из 1896. Србија је поново подељена на 15 округа, али је овај закон укинуо административну управу вароши Нишу и уместо ње је предвидео формирање Нишког округа, а Црноречки округ је укинут.
Законом од 24. јануара 1900. Подунавски округ је подељен на Београдски и Смедеревски округ. Након тога је законом од 10. априла 1902. године из Рудничког округа издвојен Чачански округ. Тако је за време пописа 1910. године Краљевина Србија имала 17 округа: Београдски, Ваљевски, Врањски, Крагујевачки, Крајински, Крушевачки, Моравски, Нишки, Пиротски, Подрински, Пожаревачки, Руднички, Смедеревски, Тимочки, Топлички, Ужички и Чачански.
Предлогом закона од 24. августа 1913. новоослобођени јужни део Краљевине (тзв. Стара Србија) је требало да буде подељен на 12 округа и 45 срезова. Предвиђени окрузи су били: Битољски, Брегалнички, Звечански, Косовски, Кумановски, Охридски, Призренски, Пријепољски, Рашки, Скопски, Тетовски и Тиквешки. Закон није усвојен до краја Првог светског рата, већ је ступио на снагу тек регентовим указом 1919. године, када су ови крајеви коначно изједначени у правном погледу са старим областима Краљевине Србије.

## Саобраћај и везе
- 1882. Панта Михајловић, техничар добио је концесију за подизање телефонских станица у Београду.
- 1884. Свечано је отворена линија и прошао први воз на ново-саграђеној прузи Београд — Ниш.
- 1886. Успостављена је прва међумесна Телефонска линија Између Београда и Ниша, на постојећим телеграфским линијама. Први телефонски разговор обавили су краљ Милан и Милутин Гарашанин.
- 1901. Отворене су прве телефонске говорнице (кабине) у Београду.[15]
- 1903. На београдским улицама се појавио први аутомобил. Увезао га је Бошко Радуловић. Аутомобил је био марке Neseldorf. Београђанин Младен Љубинковић је постао први власник возачке дозволе у граду.
- 1905. Обављен први међународни телефонски разговор између Београда и Будимпеште.[16]

## Култура и друштвени развој
Српско друштво прошло је кроз велике промене. Српско друштво је од изразито сеоског и изолованог према новим токовима, успело да створи један грађански слој, пре свега од обогаћених трговаца и интелигенције. Србија је успела да се у овом периоду укључи у европске токове у мери у којој је то било могуће с обзиром на релативно периферан географски положај и економску неразвијеност. Велики утицај на друштвени развој имали су интелектуалци образовани на престижним европским универзитетима (тзв. бечлије, паризлије). Градови, пре свега Београд, постаће временом центри друштвеног живота и културних дешавања, али ће и на крају овог периода већина становништва живети на селу.
Култура овог периода дала је нека од најеминентнијих имена српске уметности и науке, као што су у књижевности Ђура Јакшић, Лаза Костић, Јован Јовановић Змај, Радоје Домановић, Стеван Сремац, Јован Скерлић, Бранислав Нушић, Бора Станковић, Милан Ракић, Владислав Петковић Дис, па до научника као што су Јосиф Панчић, Јован Цвијић, Јован Жујовић, Михаило Валтровић, Сима Лозанић, Михаило Петровић Алас, Стојан Новаковић и Слободан Јовановић.. Ова имена оставиће неизбрисив траг у српској култури.
У Србији се законом уводи обавезно школовање дјеце, што је изузетно често наилазило на велики отпор родитеља, поготово на селу гдје је веома избјегавано слање женске дјеце у било какве васпитне и образовне установе. Упркос томе, отварају се бројне основне, средње школе и гимназије, као и Универзитет у Београду. Држава почиње да улаже у стручни кадар и стипендира студенте на свим великим европским универзитетима. Ово је вријеме живота и стварања бројних књижевника од којих су најзначајнији Лаза Лазаревић, Војислав Илић, Стеван Сремац и Бранислав Нушић. Чувени сликари из овог доба су и Урош Предић и Паја Јовановић.
Јавна скулптура постаје значајан облик уметничког ирзражања у Краљевини Србији а временом поприма и димензију политичког значаја. Истакнути вајари у време КС били су Симеон Роксандић, Петар Убавкић и Ђорђе Јовановић.
Српска шира јавност као и бројни интелектуалци окупљени око Српског књижевног гласника били су жестоки противници колонизаторске политике Аустро-Угарска, која је гледала на Балкан на исти начин како су друге колонијалне силе тог времена гледале на Африку или Азију.
Упркос нестабилним политичким приликама, Краљевина се представљала на интернационалним сајмовима уметности, попут међународне изложбе у Торину 1911. године.

## Спорт
- 23. децембра 1884. основано Прво српско велосипедско друштво, председник Милорад Терзибашић је 8. јануара 1887. покренуо издавање месечника Велосипедски лист, а то је истовремено био и први спортски лист у Србији
- Краљ Александар присуствовао првим модерним Олимпијским играма 1896. у Атини на позив грчког краља Ђорђа I
- Прво бициклистичко првенство Србије организовано је 5. октобра 1897. на стази од 92 км Београд—Смедерево—Београд.
- Прво српско друштво за игру лоптом основано је у Београду 1. маја 1899, на иницијативу трговца Хуга Булија.
- 1909. Одржане прве мотоциклистичке трке у организацији Првог српског велосипедског друштва. Трке су одржане на релацији Ниш — Београд.
- 1910. основан Српски олимпијски клуб, Србија дебитује на Летњим олимпијским играма 1912.
- 1914. одржано фудбалско такмичење Српски олимпијски куп

## Привредни развој
Када је Србија постала у пуном смислу независна држава 1878. са увећаном територијом на југоисточну Србију, она почиње да ради на стварању услова за убрзани развој капиталистичке привреде. Уз велику помоћ страних кредита и капитала, почињу да се отварају рудници, штедионице, банке, индустријска предузећа, те да се граде путеви и пруге. Србије је још 1868. увела своју валуту пару а од 1873. је уведен динар. 1884. основана је Привилегована народна банка. Србија у 1898. години има свега 28 предузећа, али се дешава нагли пораст, те она до 1910. има чак 428 предузећа. Пруга Београд-Ниш, која је требало у будућности да повеже Србију са значајним градовима Цариградом и Солуном, бива изграђена 1884. године. И поред убрзане индустријализације, Србија је и даље углавном пољопривредна земља, што се може видјети из чињенице да је било 86,5% сељака, 6.8% трговаца и занатлија те 6.7 осталих занимања.
Србија је током читавог овог периода остала превасходно пољопривредна земља. У првој половини деветнаестог века индустријска постројења практично уопште нису постојала. Ни касније индустрија није узела већег маха, а оно што је развијано првенствено је било под утицајем и за потребе државе. Поред познате тополивнице у Крагујевцу, нешто је развијеније било рударство и лака, пре свега прехрамбена индустрија.
Највећи део становништва бавио се пољопривредом, а најважнији извозни артикал Србије је била стока, која је највише извожена у Аустроугарску. Занатство и трговина су се постепено развијали. У сваком случају, према западним стандардима Србија је била неразвијена земља, а ослањање на аграрну производњу биће у великој мери карактеристика Србије и у време Краљевине Југославије.
| Година | Државни Приходи | Државни Расходи | Буџетски дефицит |
| ------ | --------------- | --------------- | ---------------- |
| 1880   | 19.145.376      | 19.520.477      | 375.110          |
| 1881   | 25.682.514      | 25.714.543      | 32.029           |
| 1882   | 25.688.326      | 32.611.191      | 6.922.865        |
| 1883   | 28.314.937      | 34.469.918      | 6.154.981        |
| 1884   | 32.641.645      | 37.291.159      | 4.649.514        |
| 1885   | 38.746.135      | 45.968.639      | 7.222.504        |
| 1886   | 32.168.687      | 46.000.000      | 13.832.313       |
| 1887   | 38.229.055      | 44.460.000      | 6.230.945        |

## Демографија

### Попис становништва1884. године
Од укупног становништва Србије долази:
- на села — 1.662.594 — 87.51%
- на вароши и варошице — 237.406 — 12.49%
- Свега — 1.900.000[21]

Укупно — 1.901.336
Етнички састав:
- Срби — 1.693.337
- Румуни — 149.727
- Роми — 34.066
- Бугари — 6.749
- Немци — 4.759
- Јевреји — 4.127
- Арнаути — 1.862
- Мађари — 1.311
- Чеси — 1.198
- Турци — 1.099
- Грци — 1.081
- Италијани — 734
- Цинцари — 550
- Словаци — 244
- Хрвати — 237
- Пољаци — 228
- Словенци — 161
- Французи — 124
- Руси — 59
- Енглези — 27
- Јермени — 20

Верски састав:
- православци — 1.874.174
- мухамеданци — 14.569
- католици — 8.092
- мојсијеве вере — 4.160
- протестанти — 741

### Пописи становништва1890—1910. године
| Година пописа | Број становника | Број становника |
| Година пописа | сталних         | присутних       |
| ------------- | --------------- | --------------- |
| 1890          | 2.185.488       | 2.161.961       |
| 1895          | 2.341.675       | 2.312.484       |
| 1900          | 2.529.196       | 2.492.882       |
| 1905          | 2.724.859       | 2.688.747       |
| 1910          | 2.922.058       | 2.911.701       |

Главни предмет пописивања од 1890 — 1910 год. било је фактичко (присутно) становништво. Али сви ови пописи регистровали су напоредо и правно (стално) становништво.

### Српски градови од 1910—1912.
Подаци за период од 1910—1912. године:
| Српски градови пре Балканских ратова: - Београд — 90.000 - Ниш — 25.000 - Крагујевац — 18.500 - Лесковац — 14.000 - Пожаревац — 13.000 - Врање — 12.500 - Шабац — 12.000 - Пирот — 11.000 | Српски градови после Балканских ратова: - Битољ — 60.000 - Скопље — 50.000 - Прилеп — 22.000 - Призрен — 21.000 - Штип — 20.000 - Приштина — 18.500 - Велес — 15.500 - Нови Пазар — 13.000 |

## Галерија
- Краљевина Србија, 1913. — привремене границе
- Краљевина Србија, 1913. — коначне границе
- Карта српских краљевина и суседних области 1914. / од С. П. Бошковића: Картографска радионица Географског одељења гл. Ђенералштаба
- Фактичке границе Краљевине Србије 26. новембра 1918. године, после уједињења са Сремом (24. новембра), Банатом, Бачком и Барањом (25. новембра) и Црном Гором (26. новембра)